# Renate Stecher
Renate Stecher (nascida Meissner; Süptitz, 15 de maio de 1950) é uma ex-atleta da Alemanha Oriental, multicampeã olímpica em provas de velocidade em Munique 1972 e Montreal 1976.
Desde a infância Renate demonstrou talento para o atletismo, sobressaindo-se no salto em altura e no pentatlo, além das corridas. Aos 19 anos estreou em competições internacionais, conquistando a medalha de prata nos 200 metros e o ouro como integrante do revezamento feminino 4x100 m no Campeonato Europeu de Atletismo. No campeonato seguinte, em 1971, ela conquistou o ouro individual nos 100 metros e nos 200 m e a prata no revezamento, já competindo com o sobrenome Stecher, depois de casada.
Renate competiu pela primeira vez nos Jogos Olímpicos em Munique 1972. Nestes Jogos, repetiu o resultado do Europeu do ano anterior e foi bicampeã olímpica nos 100 e 200 metros, além de uma prata no revezamento. Sua marca nos 100 m - 11s07 - veio a ser reconhecido como recorde mundial apenas em 1976, com a apuração da medição do tempo em centésimos de segundo.
No ano seguinte, 1973, ela quebrou onze recordes mundiais nas duas provas, sendo a primeira mulher a correr os 100 m rasos em menos de 11s.
Participou pela segunda vez dos Jogos em Montreal 1976, novamente competindo nos três eventos e conquistando medalhas em todos eles. Perdeu a prata nos 100 m para a alemã-ocidental Annegret Richter e ficou em terceiro nos 200 m, numa corrida em cinco alemães - orientais e ocidentais - ocuparam os cinco primeiros lugares. Nos 4x100 m acabou ganhando seu terceiro ouro olímpico, com a equipe alemã-oriental - Stecher, Carla Bodendorf, Bärbel Wöckel e Marlies Göhr - e derrotando a Alemanha Ocidental, para quem haviam perdido em Munique.
Durante toda sua carreira, Renate foi atleta do Carl Zeiss Jena. Suas melhores marcas pessoais foram de 10s8 para os 100 m e 22s38 nos 200 m, ambas em 1973.

## Doping
Depois da Queda do Muro de Berlim e da reunificação da Alemanha, vieram a público arquivos secretos das federações esportivas da ex-Alemanha Oriental. Neles, havia a comprovação de que vários atletas do país haviam feito uso de substâncias dopantes, num programa criado pelo Estado comunista. Estes documentos mostravam que Stecher queria sair do programa após os Jogos de 1972, para poder engravidar sem complicações causadas por esteróides. A australiana Raelene Boyle, segunda colocada nas duas provas de velocidade em Munique 1972, declarou que se sentiu roubada, mas que não acreditava que pudesse derrotar Stecher, mesmo que ela não estivesse usando substâncias proibidas.